# Anaptygus rectus
Anaptygus rectus är en insektsart som beskrevs av David R. Ragge 1954. Anaptygus rectus ingår i släktet Anaptygus och familjen gräshoppor. Inga underarter finns listade i Catalogue of Life.